# Taeniotes orbignyi
Taeniotes orbignyi es una especie de escarabajo longicornio del género Taeniotes, tribu Monochamini, subfamilia Lamiinae. Fue descrita científicamente por Guérin-Méneville en 1844.
El período de vuelo ocurre en los meses de enero, mayo y octubre.

## Descripción
Mide 17-31,45 milímetros de longitud.

## Distribución
Se distribuye por Bolivia, Brasil, Colombia, Ecuador, Panamá y Perú.